# Reina Tanaka
Reina Tanaka (田中 麗奈, Tanaka Reina, Fukuoka, 11 de novembro de 1989), conhecida profissionalmente pelo nome em haragana (田中 れいな) é uma das integrantes de Lovendor, uma banda de pop rock japonesa, onde é cantora. Reina também participou desde a quinta geração de Morning Musume.

## Biografia
Reina Tanaka concorreu a um lugar na 5ª Geração das Morning Musume na audição auditioned for a spot in Morning Musume's "Love Audition 21" em 2001 e passou, mas teve que deixar o campo de treino, quando se descobriu que ela não tinha a idade minima requerida para participar na audição. Em 2002, tentou novamente entrar nas Morning Musume, na condição de membro da 6ª Geração e passou, juntamente com os membros Eri Kamei e Sayumi Michishige, fazendo de Reina o único membro das Morning Musume que concorreu em duas audições.
No primeiro Single em que participou, Shabondama, foi uma das principais cantoras, fazendo de Reina um dos poucos membros que conseguiu o papel de cantora principal no primeiro single que participou.
Em 2003, Reina foi escolhida para integrar o grupo Aa!, juntamente com Miyabi Natsuyaki (Berryz Koubou) e Airi Suzuki (°C-ute). O grupo realizou apenas um single, "First Kiss".
A partir da realização do Single "Ambitious! Yashinteki de Ii Jan", Reina, tem sido uma das principais cantoras das Morning Musume, tendo mais partes a solo que os outros membros das sua Geração.
A 28 de Março de 2008, foi anunciado que ela seria a Seiyu de Kirara, a personagem principal do anime Onegai My Melody Kirara, a quarta série do anime My Melody..
Em 2008, foi colocada no Grupo High-King, do qual faziam parte, também, Takahashi Ai (Morning Musume), Yajima Maimi (°C-ute), Shimizu Saki (Berryz Koubou) e, por fim, Maeda Yuuka (actual membro das S/mileage). O grupo realizou um Single em Junho desse ano, intitulado de C\C (Cinderella\Complex). Em Junho de 2009 o grupo voltou a juntar-se, para a realização de uma Cover da Música Diamonds, no álbum Hello! Project Chanpuru 1 ~Happy Marriage Song Cover Shuu~. Ainda em 2009, o grupo recebeu uma canção original, no álbum "Pucchi Best 10", intitulada de "DESTINY LOVE".
No final de 2009 foi revelado que Tanaka seria a dubradora da série Kaitō Reinya. A personagem principal, Reinya, tinha sido inspirada em Reina. O mini anime estreou a 8 de Janeiro de 2010.
Em Março de 2010, foi anunciado que Reina apareceria regularmente no programa de televisão "Uta no Rakuen". A sua primeira aparição no programa foi no dia 4 de Abril, Reina cantou nestas algumas músicas a solo e outras acompanhado com outros artistas conhecidos.
A 7 de Abril de 2010, num evento dedicado aos fans do anime Kaitō Reinya (no qual Reina dá voz à personagem principal), Reina anunciou que tinha uma surpresa para os fans. Mais tarde, foi anuncido que ela iria ter o seu proprio blog pessoal, algo que esta já desejava a muito, e que ira começar a postar dia 10 de Abril, na ameblo

## Photobooks
- [2003.07.16] Hello Hello! Morning Musume 6ki Members (ハロハロ! モーニング娘。6期メンバー写真集) (Kamei Eri, Michishige Sayumi, Tanaka Reina) amazon.co.jp
- [2004.11.19] Tanaka Reina (田中れいな) amazon.co.jp
- [2005.10.17] Reina (れいな) amazon.co.jp
- [2006.05.10] Shoujo R (少女R) amazon.co.jp
- [2007.02.01] Alo Hello! Tanaka Reina (アロハロ! 田中れいな 写真集) amazon.co.jp
- [2007.09.27] GIRL amazon.co.jp
- [2008.02.27] Re:(Return) amazon.co.jp
- [2008.10.24] Very Reina amazon.co.jp

### DVDs
- [2007.02.14] Alo Hello! Tanaka Reina DVD (アロハロ！田中れいな DVD)
- [2008.10.29] Real Challenge!!

## Trabalhos

### Filmografia
- [2003] Hoshizuna no Shima, Watashi no Shima ~Island Dreamin'~ (星砂の島、私の島 ~アイランド・ドリーミン~ )

### Televisão
- [2003–2007] Hello! Morning
- [2003] Sore Yuke! Gorokkies
- [2004] Futarigoto
- [2005-2006] Musume Dokyu!
- [2006-2008] Uta Doki! Pop Classics
- [2007–2008] Haromoni@
- [2008] Berikyuu!
- [2008–2009] Yorosen!
- [2009-2010] Bijo Houdan
- [2010-?] Bijo Gaku
- [2010-?] Uta no Rakuen

### Dublagens
- [2008–2009] Onegai My Melody Kirara☆  como Kirari
- [2009] Yona Yona Penguin  como fada
- [2010] Kaito Reinya como Reinya

### Rádio
- [2005] TBC Fun Fīrudo Mōretsu Mōdasshu
- [2005-2008] ABC Hello Pro Yanen!!
- [2007–2010] InterFM : FIVE STARS

### Musicais
- [2006] Ribbon no Kishi The Musical (リボンの騎士 ザ・ミュージカル )
- [2008] Cinderella the Musical (シンデレラ the ミュージカル )

## Ligações Externas
- Blog Oficial
- Reina Tanaka no Instagram[1]
- Reina Tanaka no X

1. ↑  «tanakareina success-road». 30 de junho de 2021. Consultado em 30 de junho de 2021